# The quick brown fox jumps over the lazy dog

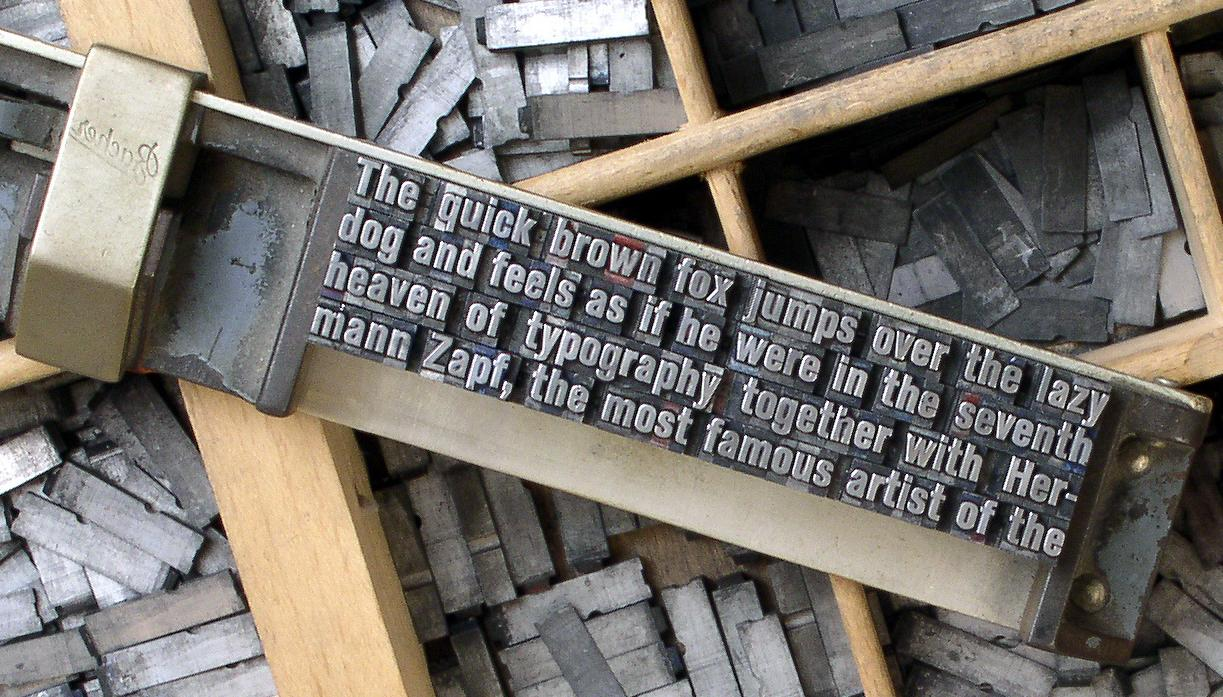
Những mảnh sắt được đúc thành hình các ký tự và sắp thành câu. (Sắp chữ cho các bản in).

The quick brown fox jumps over the lazy dog (tạm dịch: Con cáo nâu nhanh nhẹn nhảy qua con chó lười biếng) là một pangram của tiếng Anh. Pangram là một câu hoặc cụm từ có chứa tất cả chữ cái trong tiếng Anh. Cụm chữ này thường được sử dụng phổ biến cho việc luyện gõ bàn phím (touch-typing). Ngoài ra còn được sử dụng để thử máy đánh chữ, bàn phím máy tính, phông chữ và các ứng dụng khác cần dùng tới tất cả các chữ cái trong bảng chữ tiếng Anh. Bởi vì đoạn này vừa ngắn gọn và vừa súc tích, nó đã được dùng rộng rãi và được nhiều người biết đến.

## Lịch sử

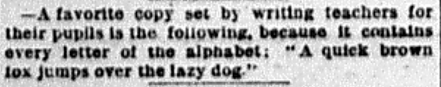
Trích từ ấn bản ngày 10 tháng 2 năm 1885 của tờ Boston Journal nhắc đến câu "A quick brown fox jumps over the lazy dog"

Cụm từ The quick brown fox jumps over the lazy dog được sử dụng và xuất bản lần đầu tiên trên tờ Boston Journal. Với tựa đề "Current Notes" vào ngày 10 Tháng 2, 1885 nhật báo buổi sáng. Câu này được giới thiệu cho các sinh viên khoa văn tập gõ trên máy đánh chữ. "A favorite copy set by writing teachers for their pupils is the following, because it contains every letter of the alphabet: 'A quick brown fox jumps over the lazy dog.'" (tạm dịch: Xin giới thiệu một câu tựa ưa thích của các giáo viên cho các học trò, vì trong câu này chứa đủ các chữ trong bảng chữ cái). Hàng chục tờ báo khác đã đăng câu này trong vài tháng sau đó, tất cả đều sử dụng phiên bản của câu bắt đầu bằng "A" thay vì "The". Việc sử dụng cụm từ này với hình thức hiện đại của nó (bắt đầu với "The") sớm nhất được biết đến là từ cuốn sách 1888 Illustrative Shorthand của Linda Bronson.
Cuối thể kỉ 19, máy đánh chữ ngày càng trở thành công cụ phổ biến, cụm từ này thường xuất hiện như một bài tập trên các sách dạy gõ phím: " How to Become Expert in Typewriting: A Complete Instructor Designed Especially for the Remington Typewriter (1890)(tạm dịch: Cách trở thành chuyên gia đánh máy: hướng dẫn toàn tập cho máy đánh chữ Remington); Typewriting Instructor and Stenographer's Hand-book (1892) (tạm dịch: "Cách đánh máy chữ: cầm nang của tốc ký gia).
Sang thế kỉ 20, cụm từ càng được nhiều người biết. Ngày 10tháng 1 năm 1903, trong một bài viết của  Pitman's Phonetic Journal, câu này được cho rằng là một câu dùng toàn bảng chữ cái được nhiều người biết nhất.
Trong thông điệp đầu tiên gửi qua  Moscow–Washington hotline, kênh điện toán chính thức giữa Mỹ và Liên bang Nga câu này đã được sử dụng để thử & kiểm tra hệ thống. Sau đó, trong quá trình thử nghiệm, dịch giả người Nga hồi âm một tin hỏi phía Mỹ rằng "What does it mean when your people say 'The quick brown fox jumped over the lazy dog?'" (tạm dịch: Bên Mỹ các anh nói 'Con cáo nâu nhảy qua con chó lười' là có ý gì vậy?)
Trong thế kỉ 20, các kĩ thuật viên cũng dùng câu này làm chuẩn khi thử hệ thống máy đánh chữ hay điện tín.

## Trong tin học
Trong tin học hiện đại, câu này vẫn thường được sử dụng để thử khả năng hiển thị của những font chữ mẫu hoặc thử bàn phím máy tính. Trong mật mã học cũng dùng câu này như vector tiêu chuẩn cho các hàm băm hoặc các thuật toán mã hóa để kiểm chứng khả năng hoạt động và tính tương thích. Chương trình Microsoft Word cũng có một lệnh để tạo mẫu câu này, phiên bản word 2003 lệnh =rand() hoặc Word 2007 lệnh =rand.old() Word sẽ tự động đánh ra câu này.
